# A28 road
Die A28 road (englisch für ‚Straße A28‘) ist eine als Primary route ausgewiesene Fernverkehrsstraße im Südosten Englands.
Sie verläuft vom Badeort Margate in Kent nach Hastings in East Sussex. Die wichtigsten Orte an der Strecke sind Ramsgate, Canterbury und Ashford.
Von Margate führt die A28 über Westgate-on-Sea, Birchington-on-Sea, Sarre, Upstreet, Hersden, Sturry nach Canterbury, wo sie einen Teil der Umgehungsstraße bildet, weiter über Wincheap nach Thanington Without. Es gibt Pläne, sie dort nach Norden an die A2 anzubinden.
Die A28 durchquert anschließend die North Downs und verbindet Chartham, Chilham, Godmersham und Bilting. Nach Kennington, einem Vorort von Ashford, umgeht sie das Zentrum dieser Stadt. Hier ist sie vierbahnig ausgebaut. An Great Chart vorbei, schlängelt sich die A28 um den Weald und erreicht Bethersden, High Halden, und Tenterden.
Die Fernstraße setzt sich über Rolvenden nach Newenden fort. Eine enge Brücke führt über den Fluss Rother. In Northiam ist die Grafschaft East Sussex erreicht; nun wird die Straße sehr kurvenreich. Nach der Ortschaft Brede führt sie steil hinab zu einer Brücke über den gleichnamigen Fluss. Der nächste Ort ist Westfield, kurz nach einem jetzt folgenden Anstieg endet sie an der Kreuzung mit der A21 nördlich von Hastings.